# Sankt Johann bei Herberstein
Sankt Johann bei Herberstein is een plaats en voormalige gemeente in de Oostenrijkse deelstaat Stiermarken. Het is sinds 2015 een ortschaft van de gemeente Feistritztal, die deel uitmaakt van het district Hartberg-Fürstenfeld.
De gemeente Sankt Johann bei Herberstein telde in 2013 381 inwoners. In 2015 fuseerde ze bij een herindeling met Hirnsdorf, Kaibing, Siegersdorf bei Herberstein en Blaindorf, waarbij de nieuwe gemeente Feistritztal werd gevormd.
Bad Blumau · Bad Loipersdorf ·Bad Waltersdorf · Buch-St. Magdalena · Burgau · Dechantskirchen · Ebersdorf · Feistritztal · Friedberg · Fürstenfeld · Grafendorf bei Hartberg · Greinbach · Großsteinbach · Großwilfersdorf · Hartberg · Hartberg Umgebung · Hartl · Ilz · Kaindorf · Lafnitz ·  Neudau · Ottendorf an der Rittschein · Pinggau · Pöllau · Pöllauberg · Rohr bei Hartberg · Rohrbach an der Lafnitz · Sankt Jakob im Walde · Sankt Johann in der Haide · Sankt Lorenzen am Wechsel · Schäffern · Söchau · Stubenberg · Vorau · Waldbach · Wenigzell-Mönichwald
- Gemeinsame Normdatei: 1122356226
- Library of Congress Control Number: nr2006003376
- Virtual International Authority File: 235208265